# Félix Émile Taunay
Félix-Marie-Émile Taunay, 2º Barão de Taunay (Montmorency, 1 de março de 1795 – Rio de Janeiro, 10 de abril de 1881), foi um pintor francês, professor e diretor da Academia Imperial de Belas Artes do Brasil, sendo um dos idealizadores e o principal responsável pela efetivação do projeto de ensino acadêmico proposto pelos membros da Missão Artística Francesa, da qual fez parte, um marco fundamental no processo de modernização do sistema de artes do país. Como pintor deixou um importante legado na pintura de paisagem, sendo um dos fundadores do gênero no Brasil.

## Biografia
Era filho do pintor Nicolas-Antoine Taunay e de sua esposa, Marie Josephine Rondel, de origem bretã. Com a derrocada de Napoleão Bonaparte, Nicolas deixou a França e partiu para o Brasil em 1816, integrando-se à Missão Artística Francesa. Chegou acompanhado dos seus cinco filhos: Charles-Auguste, Félix-Émile, Aimé-Adrien, Hippolyte e Theodore-Marie. Foi nomeado professor de Pintura Histórica da Academia Imperial de Belas Artes. Nunca chegou a ser empossado, mas viveu de uma pensão real e realizou várias encomendas para a Corte. Antes de partir de volta à França em 1821, Nicolas recebeu o título português de Barão de Taunay. Félix-Émile permaneceu no Brasil. Havia se formado farmacêutico na França, mas no Brasil sua carreira tomaria outros rumos, recebendo formação artística de seu pai.

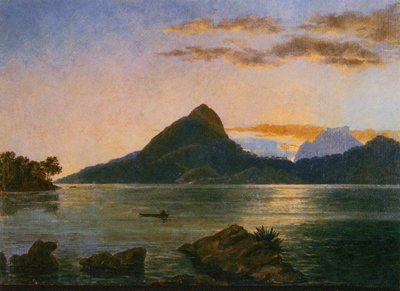
Lagoa Rodrigo de Freitas, 1828.

Em 1824 assumiu a cátedra de pintura de paisagem na Academia Imperial. Porém, nesta altura a Academia ainda não passava de um projeto. Vinha enfrentando dificuldades práticas e intrigas políticas para sua implantação e funcionamento desde sua fundação em 1820, e só seria efetivamente inaugurada em 5 de novembro de 1826, graças ao empenho de Debret e Lebreton, dois dos principais membros da Missão Francesa, que se preocuparam também com a preparação do primeiro corpo de professores. Os problemas da escola não acabaram com a sua inauguração. O prédio projetado por Grandjean de Montigny, outro membro da Missão, ainda não estava terminado, tampouco sua estrutura administrativa e curricular haviam sido definidas, e os atritos entre os franceses e os brasileiros não cessavam. Apesar de tudo, em 1829 foi realizada a primeira exposição pública dos trabalhos de alunos e professores, contando com 115 obras, sendo 60 de arquitetura, 47 de pintura, 4 de paisagem e 4 de escultura. A mostra foi um sucesso, sendo visitada por mais de duas mil pessoas nos 12 dias em que permaneceu aberta. Taunay foi o autor das quatro obras de pintura de paisagem: Vista de São Cristóvão tomada da praia Formosa, Paisagem histórica representando um desembarque na praia de D. Manuel, Vista do Barro Vermelho vindo de Catumbi, e Vista da cidade tomada do morro de Santa Teresa. No ano seguinte foi realizada outra exposição, com 126 trabalhos. Taunay e seus alunos Frederico Guilherme Briggs, Job Justino de Alcântara e Joaquim Lopes de Barros apresentaram obras.
A abdicação de Dom Pedro I em 1831 refletiu-se na administração da Academia Imperial, que ainda funcionava muito precariamente. Debret retornou para a França e Taunay ocupou seu lugar como principal agente da sustentação da Academia, e estreitou a amizade com Montigny. Deve-se a ambos o projeto de reforma dos estatutos iniciado ainda em 1831, e que foi aprovado oficialmente pela Congregação Acadêmica em 10 de outubro de 1833. A reforma contemplou principalmente o ensino de desenho, a base de todo o ensino. Reduziu o tempo de permanência dos alunos de três para um ano, permitindo que avançassem mais rapidamente, modificou os critérios de admissão e as normas para a avaliação anual dos alunos. Mas não parou aí. Foram introduzidas várias novas disciplinas, incluindo as classes de modelo vivo e anatomia, foi fortalecida a base do ensino com a adoção de tratados teóricos e compêndios didáticos europeus, alguns traduzidos pelo próprio Taunay, foram formalizados os concursos trimestrais e anuais e o sistema de premiações honoríficas, e foi dada ênfase, nas etapas formativas iniciais, à cópia de obras de mestres consagrados. O trabalho administrativo de Taunay foi favorecido com sua nomeação para o cargo de secretário da Academia em 1833. Essas mudanças enfraqueceram a posição de Henrique José da Silva, professor de desenho e então diretor da Academia, que havia sido um ferrenho opositor dos franceses e líder do Partido Português. Mas ele já era idoso e estava enfermo, acatou a reforma, reconheceu que as mudanças seriam benéficas e não entrou em conflito com Taunay. Ao falecer em 1834, deixou o campo aberto para a atuação de Taunay, que o sucedeu no cargo de diretor, eleito no mesmo ano. Segundo Elaine Cristina Dias, 

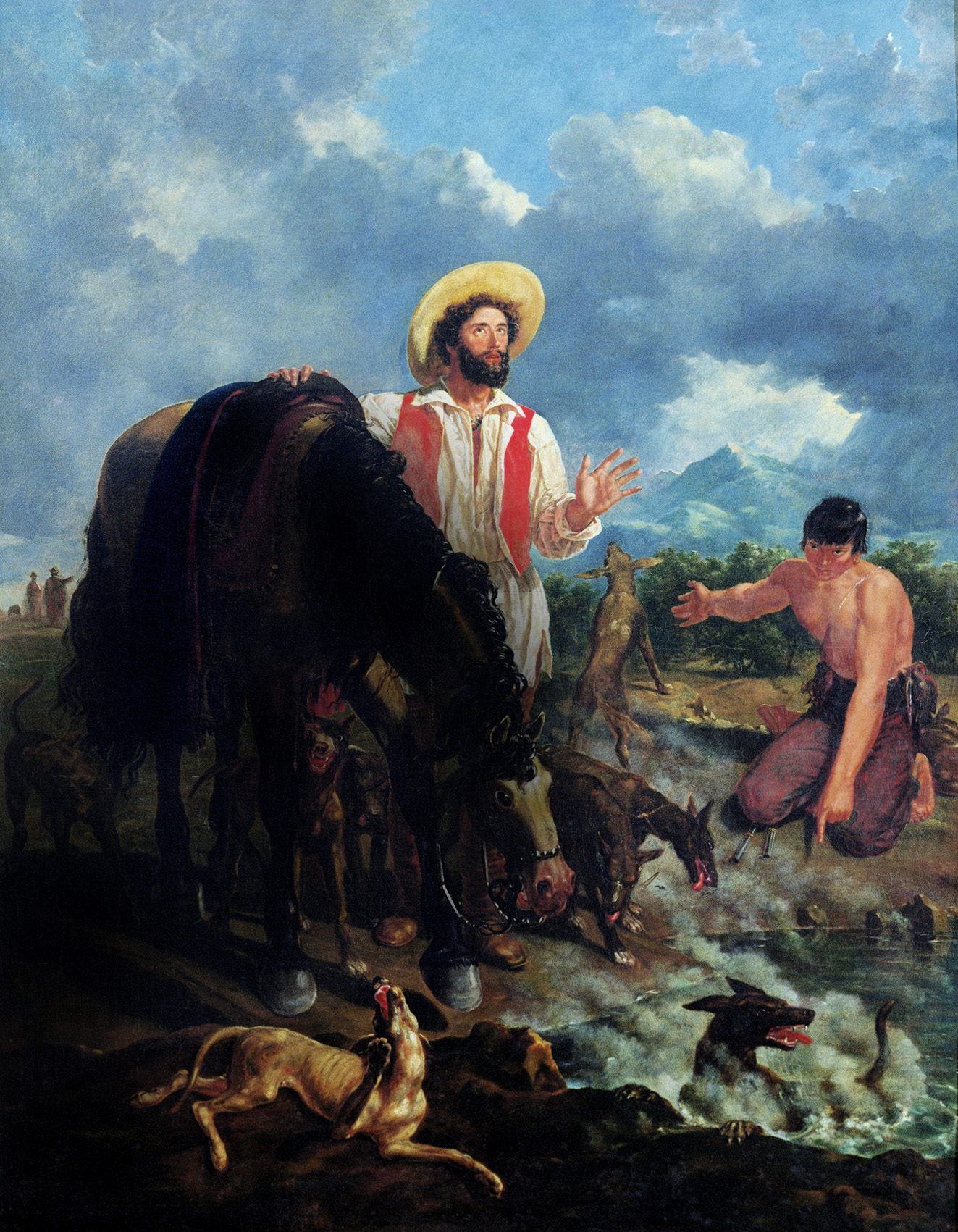
A descoberta das caldas de Piratininga, sem data.

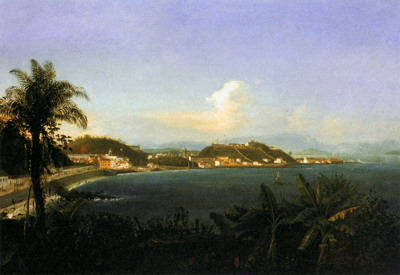
Praia da Lapa e Morro do Castelo, c. 1840.

"A nomeação de Félix-Émile Taunay como diretor da Academia Imperial de Belas Artes no ano de 1834 constitui um marco para o desenvolvimento do ensino artístico no Brasil. A partir de então, inicia-se um longo processo de luta pela implantação de medidas fundamentais à consolidação da Academia como instituição pública e produtiva, o qual se prolongará até a segunda metade do século XIX".
A 1º de janeiro de 1835 foi nomeado professor de desenho e de francês do jovem D. Pedro II e suas irmãs. A partir daí torna-se não apenas mestre, mas amigo pessoal do monarca. Em meados de 1839 foi nomeado sub-preceptor de D. Pedro. No ano anterior havia participado da fundação do Instituto Histórico e Geográfico Brasileiro.
Permaneceu como titular da cátedra de pintura de paisagem até 1851, e como diretor da Academia até 1854, quando foi substituído por Manuel de Araújo Porto-Alegre. Colaborou com Grandjean de Montigny em projetos de saneamento, embelezamento e urbanização do Rio de Janeiro.
Pintou quadros notáveis, entre os quais Morte de Turenne, Derrubada das matas, Mãe d'água, Descobrimento das Caldas, O caçador e a onça, tendo pintado também o famoso retrato de D. Pedro II na infância. Diz Elisa dos Santos Prado que Taunay era "um homem superiormente instruído, humanista de elevada cultura". Escreveu L'Astronomie du jeune âge, Ajax de Télamon e La Bataille de Poitiers. Traduziu para o francês os Idylles brésiliennes, poema escrito originalmente em latim por seu irmão Theodore, Inocência, romance escrito por seu filho Alfredo, mais obras de Píndaro e sátiras de Pérsio.
Casou-se em 29 de janeiro de 1840 com Gabriela Hermínia de Robert d’Escragnolle, filha do conde d'Escragnolle e irmã do barão d'Escragnolle, sendo pais de Carolina Amália (1841-1921), casada com o general Luís Manoel das Chagas Dória, com descendência; Alfredo Maria Adriano (1843-1899), visconde de Taunay, engenheiro, escritor, historiador e político, casado com Cristina Teixeira Leite, filha do barão de Vassouras, com descendência; Isabel Clara Gabriela (1847-1853); Luís Carlos Afonso Gofredo (1853-1942), engenheiro, solteiro, e Gabriela (? - falecida na infância). Viveram na casa erguida por seu pai Nicolas ao lado de uma cascata localizada no atual Parque Nacional da Tijuca, depois batizada como "Cascatinha Taunay" em lembrança de Nicolas. Um monumento com o retrato de Félix foi erigido no local onde existiu a casa da família, demolida no início do século XX. No mesmo parque foi construída a Fonte dos Taunay homenageando a família.
Recebeu várias distinções: Hábito da Ordem de Cristo (1841), cavaleiro da Legião de Honra (1843), membro honorário da Academia Imperial (1852) e comendador da Imperial Ordem da Rosa (1867). Em 1871 foi confirmado como 2º barão de Taunay.

## Taunay e o Academismo
Taunay e os demais franceses se inspiravam no modelo educativo da Academia Real de Pintura e Escultura da França, instituição que desde sua fundação em 1648 exerceu imensa influência no panorama artístico europeu. Em termos estéticos, haviam se tornado os campeões do Neoclassicismo, combatendo a tradição barroca-rococó, então já obsoleta na Europa mas ainda muito presente no Brasil. Taunay era pessoalmente muito influenciado pelos escritos de Winckelmann, o grande teórico do Neoclassicismo, o que se prova pelas frequentes alusões que fez a ele em seus discursos e documentos doutrinais, exaltando a arte da Grécia Antiga como o melhor e mais sublime dos modelos estéticos. Entre as escolas modernas, tinha a arte acadêmica francesa como a mais avançada e a principal referência em termos de bom gosto, mas também dava importante espaço para os mestres italianos do Renascimento. No campo da arquitetura, toda a sua base ideológica era vitruviana, ou seja, também clássica. Por fim, a didática acadêmica diferia radicalmente da prática de aprendizado informal mantida desde os tempos coloniais e que ainda era a dominante no país. Essas diferenças entre os sistemas de arte francês e brasileiro em parte explicam a grande resistência encontrada pelos franceses ao longo da implantação e funcionamento da Academia Imperial, que não se dissolveria senão a partir da segunda metade do século, no período de maturidade de Dom Pedro II, um grande apoiador da Academia e proponente de um amplo projeto de modernização nacional. O modelo pedagógico instituído por Taunay permaneceria em essência inalterado ao longo de todo o século XIX.

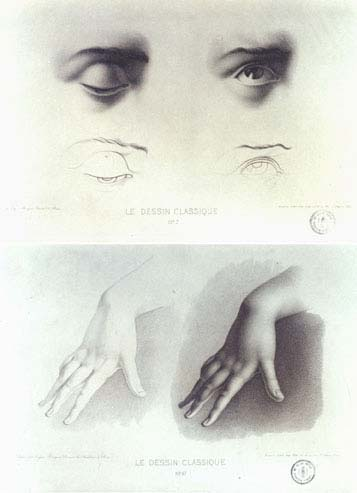
Estudo de olhos e mãos, gravura, exemplo do material didático adquirido para estudo dos alunos da Academia Imperial.

O trabalho de Taunay à frente da Academia (1834-1854), considerando as diferenças ideológicas e estéticas e carências econômicas do contexto em que atuou, não foi fácil. As aulas de desenho de modelo vivo, consideradas essenciais para a formação dos alunos, foram cronicamente prejudicadas pela escassez de verbas para contratação de modelos e pela dificuldade de encontrar pessoas com as proporções de corpo consideradas ideais. Para remediar em parte a situação, Taunay conseguiu obter verbas para aquisição de duas pequenas coleções de cópias de bustos e estatuária antigos, além de uma expressiva coleção de seis mil cópias em gesso de ornamentos e medalhas. Também foi incorporado ao acervo da Academia uma boa coleção de gravuras provenientes do espólio de Henrique José da Silva e outras compradas na França, contendo reproduções de obras célebres em pintura e escultura e modelos anatômicos didáticos. Essas aquisições se refletiram positivamente no aproveitamento dos alunos. Na década de 1840 Taunay montou a primeira galeria permanente de modelos didáticos da Academia, organizados por tema. No discurso proferido na inauguração em 1847, Taunay salientou a importância desses modelos não apenas em termos artísticos, mas também morais, baseado na antiga identificação grega entre a beleza e a virtude. É ilustrativo dos seus princípios um trecho do discurso, referindo-se às prateleiras de cópias de bustos de personalidades celebradas:
"A série da prateleira superior na dita sala é de sumo interesse mitológico e artístico. A espiritualização e endeusamento da forma hão de ali furtar horas esquecidas ao homem de gosto e de inteligência. Mas a coleção da prateleira inferior, desde o número 46 até o número 70, a série histórica, bem que limitada e incompleta, falará ainda mais de perto ao coração e à mente dos espectadores. [...] Quem não se achará preso, obrigado a voltar outra vez da última para a primeira, de Homero que faz lembrar Aquiles, para Alexandre entusiasmado por ambos, deste para Augusto, de Augusto para Napoleão? Quanta eloquência no silêncio daquelas augustas fisionomias! Símbolos imortais das manifestações do gênio humano! Mencionarei ainda agora a glória das armas e do domínio político: a poesia, a filosofia, a ciência, têm ali por representantes o mesmo Homero, Epicuro, Hipócrates, Sócrates, Platão, Eurípides, Sêneca; a eloquência tem Demóstenes e Cícero. Ao lado de Augusto vê-se o seu general e genro Agripa, menos afamado por repetidos triunfos do que pela edificação do monumento que recomenda o seu nome à posteridade, do Panteão de Roma. [...]
"Dessas cabeças pensativas, desses lábios solenes, dimanará um suave fluxo de graves e generosas admoestações: 'Honrai o gênero humano, fazei-vos digno representante dele, e as vossas feições, legadas também às gerações futuras, animarão aos mesmos esforços, aos mesmos atos de virtude, os descendentes da geração presente'. E logo das alturas desta ilusão sublime, o pensamento, por um declive inevitável, decorrerá para a consideração do poderio, da incomparável utilidade moral das Belas Artes, que formam semelhante augusto concílio das ilustrações de todas as épocas. As outras glórias são todas por assim dizer individuais e exclusivas: universal e comunicativa é a das Belas Artes e das Letras, apoteose necessária das outras formas! [...] Por esta razão, senhores, e pelo desejo natural que experimenta todo homem ávido de fama e de ocupar quanto pode do espaço e do tempo, a proteção concedida às Belas Artes serve como medida da capacidade heroica de uma época".

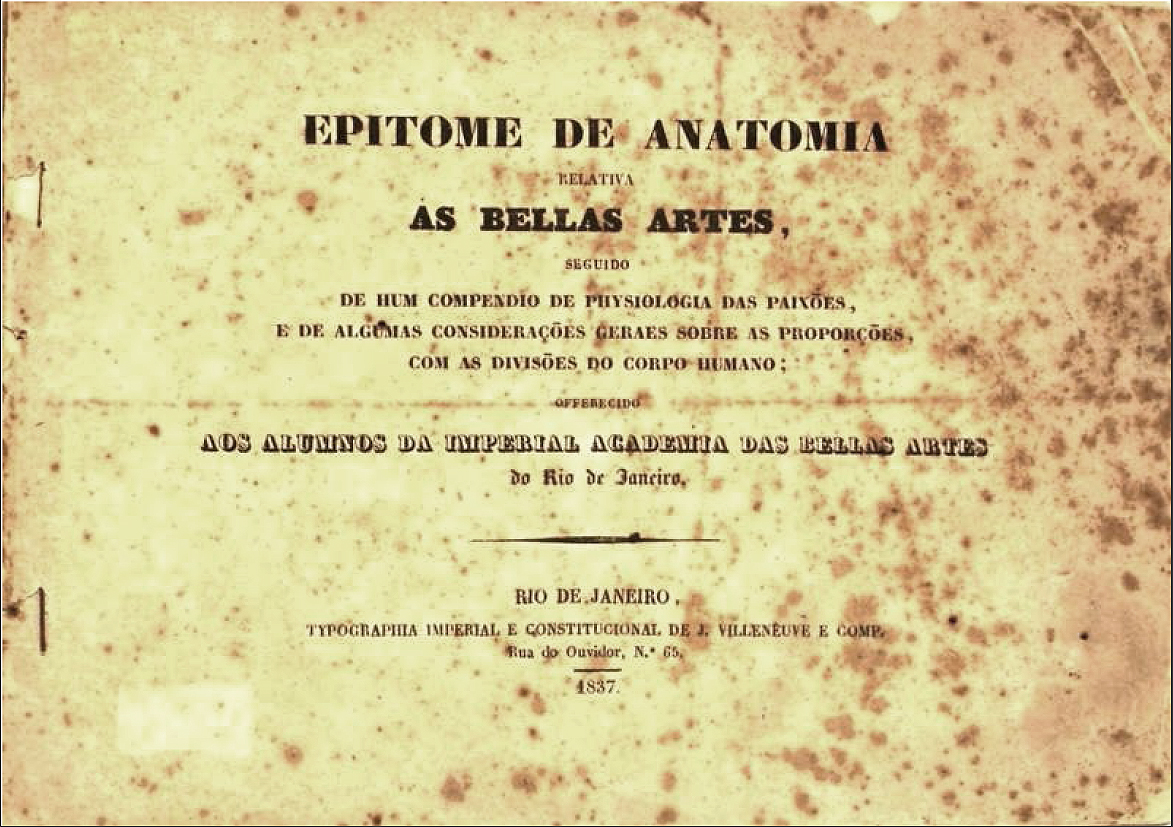
Capa da Epitome de Anatomia Relativa as Bellas Artes, 1837, tratado didático escrito por Taunay.

Taunay traduziu diversos tratados europeus didáticos para o avanço dos alunos, aproveitou doações de livros oferecidos por professores, e interessando em formar um acervo bibliográfico permanente, com essas obras mais outras provenientes da Biblioteca Pública do Tesouro Nacional, instalou a primeira biblioteca da Academia. Também escreveu obras didáticas originais: a Arte de pintar a óleo conforme a prática de Bardwell, baseada sobre o estudo e a imitação dos primeiros mestres das escolas italiana, inglesa e flamenga (1836), e a Epítome de anatomia relativa às Belas Artes, seguido de um compêndio de fisiologia das paixões e de algumas considerações gerais sobre as proporções com as divisões do corpo humano (1837), uma síntese de tratados usados na Academia da França. Além disso, organizou numa Pinacoteca a coleção acadêmica iniciada por Lebreton com peças europeias, aumentada com a incorporação de peças de alunos e professores (originais e cópias de obras consagradas) e de premiados nos concursos anuais, e publicou um catálogo. O acervo da Pinacoteca também era usado com fins didáticos, era aberto ao público em geral, e depois da extinção da Academia formou o núcleo inicial dos acervos de pintura do Museu Nacional de Belas Artes e do Museu Dom João VI.
A partir de 1840 as exposições anuais foram oficializadas, com premiações aos mais destacados, sendo apresentadas em todos aos anos até 1850. Essa exposições desempenharam um papel relevante para a formação estética do público, sendo muito visitadas, desencadearam o florescimento da crítica de arte publicada na imprensa e fortaleceram todo o sistema de arte, até então embrionário. No mesmo ano de 1840 foi iniciada a publicação de um periódico, Notícia do Palácio da Academia Imperial de Belas Artes, informando o público em geral sobre as atividades acadêmicas e exposições, também trazendo textos históricos, doutrinais e críticos, analisando obras individuais e incentivando a formação de outras coleções. Em 1845, depois de muitos anos de tentativas frustradas, inicia a concessão de bolsas de estudo no exterior, sendo Antônio Batista da Rocha (arquitetura) o primeiro contemplado. Em 1848 o período da bolsa foi estendido de três para cinco anos. O prêmio de viagem fora concebido como uma forma de incentivar os melhores alunos, oferecendo-lhes a possibilidade de aperfeiçoamento com mestres destacados, e ao mesmo tempo previa-se que em seu retorno os premiados fossem admitidos como professores, atuando como multiplicadores do conhecimento.

## O pintor de paisagem
Na época de Taunay ainda não havia se consolidado no Brasil uma tradição de pintura de paisagem. No período colonial a paisagem só aparecia como fundo em cenas históricas ou religiosas, mas não era um tema valorizado por si mesmo. Alguns naturalistas viajantes, por sua vez, haviam registrado a paisagem nacional em si, mas seu objetivo primário era a documentação científica e não a elaboração estética. Por um ou outro motivo, a pintura de paisagem ainda não havia adquirido o status de gênero pictórico independente.
A situação começou a mudar com a chegada dos membros da Missão Francesa, que desde os primeiros ensaios para a criação de uma escola superior de arte no Brasil previram a inclusão da pintura de paisagem no currículo como uma disciplina autônoma. Lebreton já dizia que a arte da paisagem deveria ocupar um lugar preponderante "em um país como este, ao qual a natureza esbanjou todas as riquezas" e no qual os artistas encontrariam uma "mina inesgotável de temas pitorescos". Mais concretamente, a tradição nacional inicia com produção de Nicolas Taunay, o pai de Félix, mas devido à sua breve estadia no país sua relevância não foi imediatamente reconhecida, cabendo ao filho o mérito de ser hoje considerado o principal fundador do gênero no país, um mérito que lhe foi atribuído já enquanto vivia. De qualquer modo, para os franceses a paisagem era um tema digno de ser trabalhado pelos seus méritos intrínsecos e como uma forma de estabelecer visualmente uma identidade para as nações. A doutrina neoclássica defendida pelos franceses valorizava a paisagem como um componente essencial para a definição do caráter moral de um povo. Além disso, por influência do Iluminismo, filosofia em parte incorporada ao Neoclassicismo francês, a paisagem era um meio importante para a educação da percepção em relação ao Belo e para o aperfeiçoamento moral. Para os iluministas, assim como para os românticos, a natureza virgem era o locus da beleza, da pureza e da inocência não desvirtuadas pelo contato destrutivo com a civilização. Taunay reconheceu a posição inferior do paisagismo na hierarquia tradicional dos gêneros pictóricos, mas, segundo Guilherme Simões Gomes Júnior, "também lembrou que era apenas na aparência e que essa impressão se dissiparia assim que se aprofundasse o conhecimento dessa arte. Com efeito, a natureza é o lugar privilegiado da Criação, e Deus adornou com a mesma beleza as coisas que à primeira vista são desprezíveis para o homem, fazendo-as participar do sentimento universal da Beleza. É, portanto, o paisagista que tem o papel sublime de descobrir esses segredos misteriosos".
Contudo, diferentemente da abordagem geralmente idealizada de seu pai, Félix propôs um olhar mais moderno sobre a paisagem, apresentando como um sub-texto aspectos desafiadores da relação entre cultura, sociedade e natureza, expondo conflitos que estavam ausentes na escola paisagista clássica. Ele também foi sensível a aspectos mais subjetivos do paisagismo, tais como o pitoresco e a "atmosfera" dos lugares, o exotismo majestoso e exuberante das matas tropicais com suas singularidades próprias, e neste sentido ele se aproxima do tratamento dado ao tema pelos românticos.

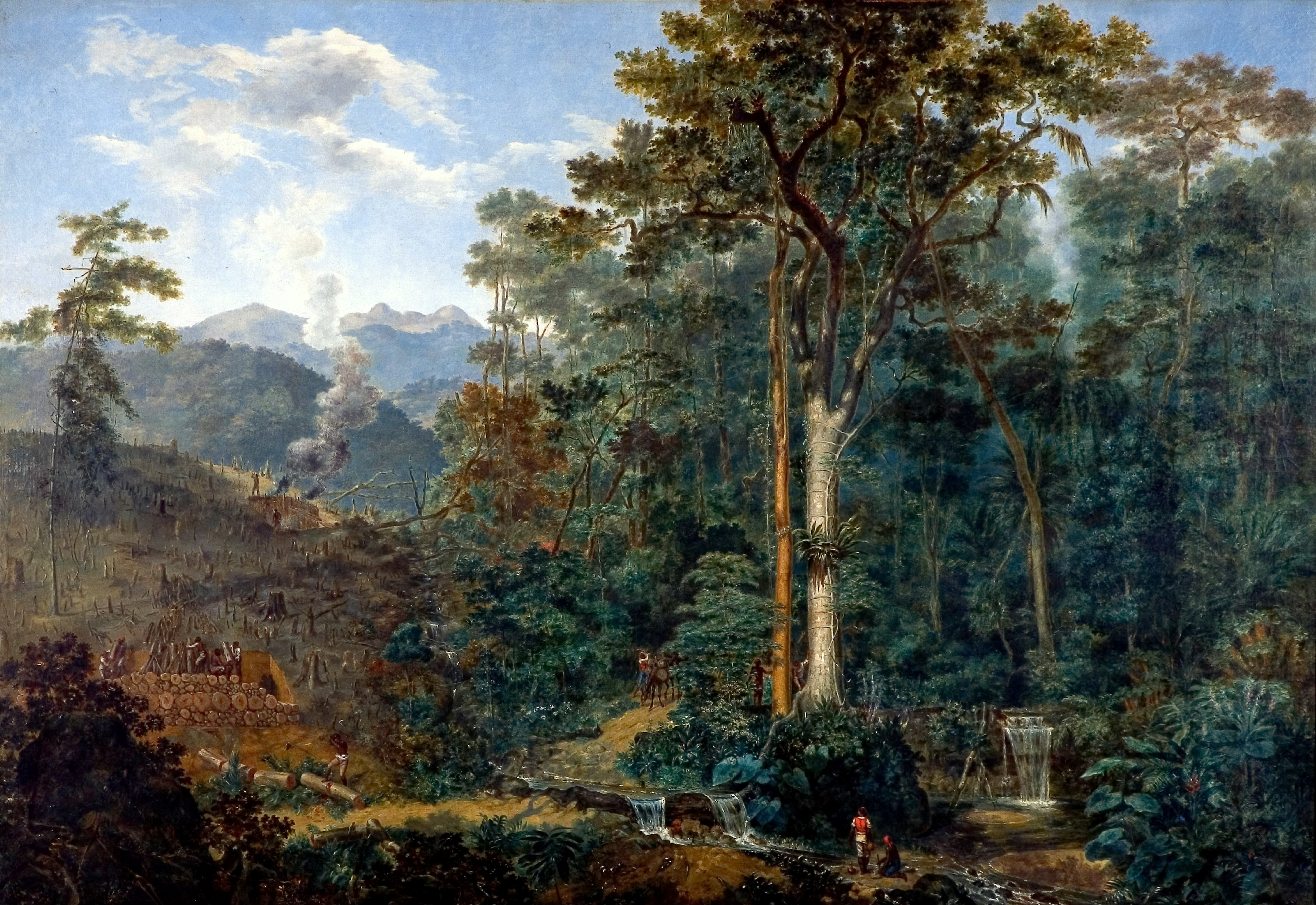
Mata reduzida a carvão, c. 1830.

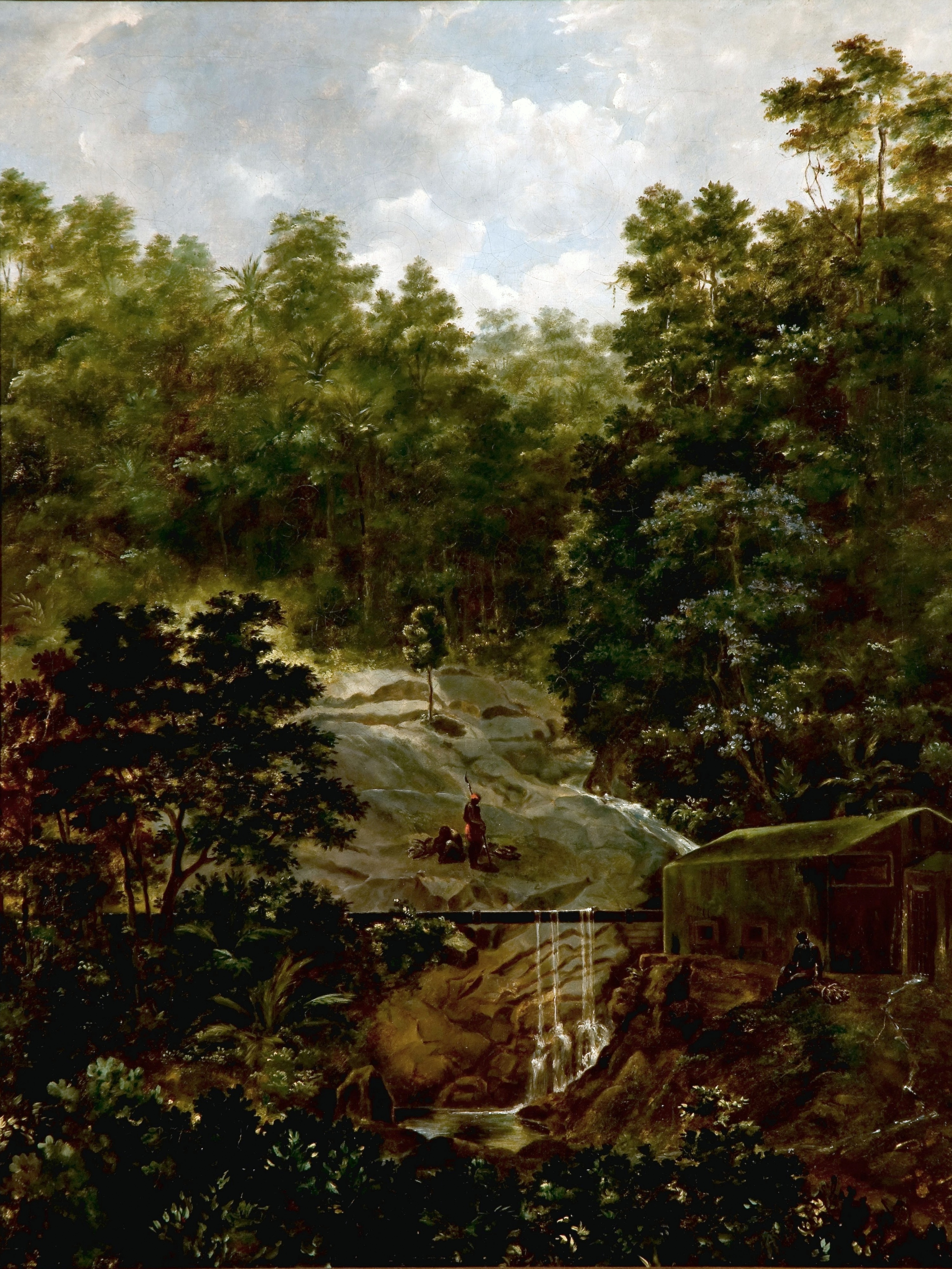
Vista da Mãe d'Água, 1840.

Um outro elemento formador da tradição da pintura de paisagem no Brasil foi a crescente preocupação de alguns intelectuais, principalmente os ligados ao Instituto Histórico e Geográfico e à Sociedade Auxiliadora da Indústria Nacional, com a destruição da natureza pelo homem e com o desperdício de recursos naturais, um resultado direto da expansão desregrada da civilização. Para este grupo, segundo Claudia Valladão de Mattos, era necessário "implementar um uso racional dos recursos do país de forma a permitir um progresso seguro no presente e no futuro".
Taunay se interessava por todos esses aspectos. Enquanto preceptor do imperador, tentou incutir-lhe a apreciação da natureza pelo seu valor estético e suas associações morais com o Bem, e sua preocupação com a devastação das florestas fica explícita, por exemplo, na tela Mata reduzida a carvão. Seu filho, o Visconde de Taunay, publicou memórias de seu pai sobre isso: "Ao imperador menino, então, foram os desvelos de meu pai inexcedíveis e, ajudado pelos esplendores da natureza brasileira, em cuja adoração viveu sempre, por aí é que buscou e conseguiu impingir na alma do jovem soberano o culto do Belo". Em outra passagem dizia: "A admiração pelos grandes espetáculos da natureza e a manifestação das impressões que eles nos incutem, são só próprias do homem civilizado. Os selvagens e entes primitivos não as sentem ou, se as sentem, têm especial cuidado em ocultá-las". Para Gomes Júnior, "abertamente abordando questões contemporâneas, Mata reduzida a carvão é uma pintura conservadora e inovadora. Por um lado, retoma as convenções da arte paisagista e abre caminho para uma possível leitura alegórica. Por outro, deixa emergir a história social e natural — uma história do tempo presente — com a veemência de um tema atual". Outra obra que denota seu interesse para com os recursos naturais é Vista da Mãe d'Água, que retrata o mais antigo reservatório de água da cidade do Rio de Janeiro, situado no alto do morro de Santa Teresa, onde a natureza aparece associada harmoniosamente a uma intervenção humana. Ao expor este quadro em 1840, apresentou uma notícia sobre a história da criação deste reservatório, ordenado pelo rei Dom João VI. Para Mattos, 
"Taunay apresenta sua nova visão de natureza como monumento, sob as vestes de uma herança da Casa de Bragança a seu herdeiro. A simbiose entre construção (reservatório e aqueduto) e mata é assim louvada como o grande legado da Casa de Bragança ao Brasil. A passagem da 'notícia' que vincula 'a grandeza das obras' à 'magnificência sem par dos sítios que elas atravessam' parece muito relevante desse ponto de vista. [...] Em Vista da Mãe d'Água, também a obra dos Bragança tornou aquele trecho da natureza memorável, um monumento relacionado à grande história do país. Confrontado com a realidade brasileira e com todos os desafios envolvendo a construção da nova nação brasileira, Felix-Émile Taunay reinventa a pintura de paisagem propondo um conceito novo de monumento que pudesse servir também a seu engajamento político em defesa da bela natureza dos trópicos".

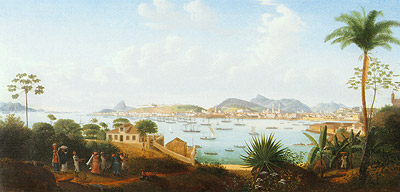
Baía de Guanabara vista da Ilha das Cobras, c. 1828.

Mas não era a natureza o único foco na pintura de paisagem de Taunay: a paisagem urbana também foi contemplada, inserindo-se na política imperial de apresentar o Brasil ao mundo como nação civilizada e progressista com uma identidade e história próprias. Com efeito, seu discurso de encerramento do ano letivo de 1840 na Academia Imperial mostra claramente seu engajamento com o projeto de criar uma arte de caráter nacionalista, mesmo que comprometida com os valores do classicismo europeu. Disse ele: "Nunca se abale em vós a fé nos modelos gregos. Eles dão a chave do estudo da natureza. É deles, mas só deles, como de uma base certa, que se pode atirar o vosso voo poético para um infinito de combinações novas, para um sistema de modificações da arte, que venha um dia a constituir a arte brasileira". Conforme Tadeu Chiarelli, "ao se dirigir aos formandos de 1840, assim se pronuncia sobre uma das questões mais importantes para a compreensão do debate artístico local surgido, justamente, a partir do século XIX: o conceito de arte brasileira".

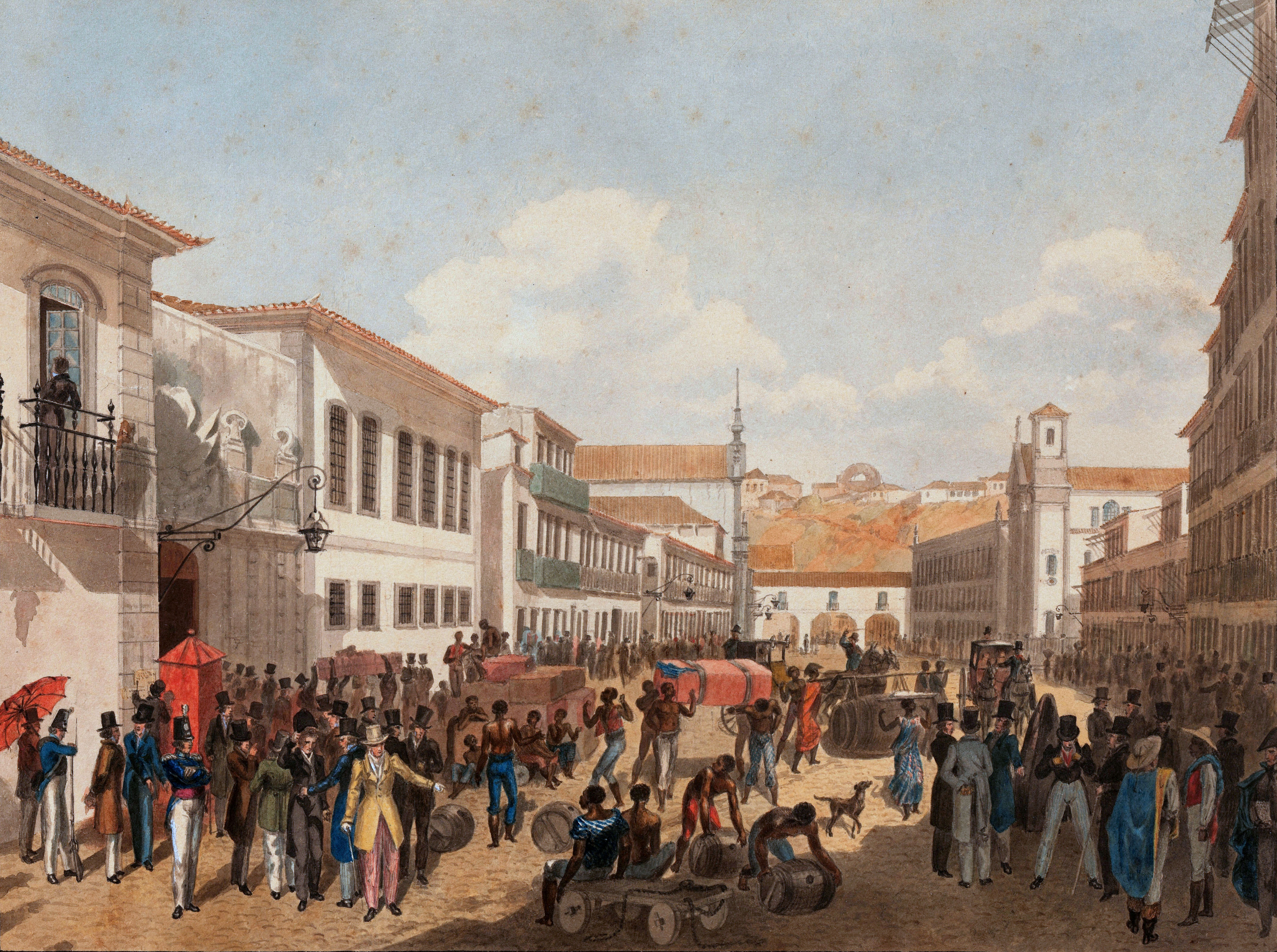
Rua Direita, Rio de Janeiro, aquarela, 1823.

Uma das suas primeiras pinturas documentadas foi a série de oito aquarelas compondo um Panorama do Rio de Janeiro, que foi copiado em tela em escala monumental pelo pintor Guillaume Frederic Romny. Nas aquarelas de Taunay a arquitetura da cidade é trabalhada com um espírito detalhista, e as figuras humanas são diminutas, traindo a influência do estilo de paisagismo de seu pai Nicolas, mas é possível que ele tenha recebido colaboração de outros artistas ainda não bem identificados. A cópia de Romny foi exposta em Paris em 1824 com grande sucesso. Uma nota no jornal Le Constitutionnel, dizia: "O Panorama do Rio de Janeiro chama multidões e excita vivamente a curiosidade pública. Os eventos que este novo Império foi palco, aqueles que devem ainda acontecer, dão um interesse poderoso a esta exposição". Já em Le Courrier Français foi dito: "A admiração que lhes causa a beleza, e a variedade dos diversos pontos do quadro reproduzido pelo desenho, com tanta verdade, que muitas pessoas atualmente residentes em Paris, e que viveram por muito tempo no Rio de Janeiro, se julgam transportados ao cume do Monte do Castelo, onde a Corte Imperial se ofereceu aos olhos, e ao grande pincel do autor, e onde ele copiou as diversas paisagens desta cidade". Aparentemente a execução do Panorama foi o que lhe valeu a contratação como professor da Academia Imperial, como sugere uma notícia de 18 de agosto no jornal Spectador Brasileiro:
"Esta obra faz uma honra infinita ao gênio do seu jovem autor, M. Félix Taunay, filho do famoso pintor Taunay, e bem digno de se imortalizar segundo os passos de seu ilustre Pai. M. Taunay continua a viver filosoficamente na sua bela, ainda que pequena, casa de campo na Tijuca, entregue ali à cultura das Letras e das Belas Artes. Nós esperamos que em tempos mais favoráveis este insigne gênio será empregado pelo governo, que infalivelmente não deixará em esquecimento a cultura desta Arte, que sendo um dos grandes ornamentos do Império, entra na primeira linha dos artigos de sua civilização".
Segundo Dias, "o Panorama da Cidade do Rio de Janeiro constituiu o primeiro importante e fundamental exercício de paisagem de Félix-Émile Taunay, apontando para o processo descritivo, para a natureza exuberante, para a mensagem política proposta no cenário natural. [...] Do panorama à mata carvoeira, Félix-Émile Taunay contribuiu de forma grandiosa e contemporânea à representação e compreensão da paisagem carioca".